# Шепелев, Евгений Никифорович
Евгений Никифорович Шепелев (1924 — 1943) — подпольщик Великой Отечественной войны, участник антифашистской организации «Молодая Гвардия».

## Биография
Евгений Шепелев родился 11 января 1924 года на хуторе Трухино, Обливского района Ростовской области, в семье рабочего-кузнеца. С 1926 года семья Шепелевых жила в городе Красный Луч[значимость факта?].
В 1932 году Евгений пошел в 1-й класс[значимость факта?], в 1940 году был принят в ряды ленинского комсомола. К началу войны окончил 9 классов школы № 1 в Красном Луче[значимость факта?].
Осенью 1941 года Евгений вступил добровольцем в Красную Армию, в 1942 году воевал в районе Ставрополя, где попал в плен. Через некоторое время[когда?] совершил побег и добрался до Краснодона.
4 января 1943 года был арестован и после пыток и истязаний — 15 января 1943 года Евгений Шепелев был расстрелян и сброшен в шурф шахты № 5. Похоронен в братской могиле героев на центральной площади города Краснодона.

## Награды
Посмертно награждён медалью «Партизану Отечественной войны» 1-й степени.